# Burg Landeck (Pfalz)
Die Reichsburg Landeck ist die Ruine einer Höhenburg südwestlich von Landau, bei Klingenmünster im Landkreis Südliche Weinstraße in Rheinland-Pfalz.

## Geschichte
Die einstige Wohnburg wurde über die Jahrhunderte stetig verstärkt und schließlich zur befestigten Burg ausgebaut. Wie bei der überwältigenden Mehrzahl der pfälzischen Burgen ist auch bei Burg Landeck das genaue Gründungsjahr unbekannt. Allgemein wird angenommen, dass die Burg als Nachfolgerin für die nahe gelegene, wohl in der zweiten Hälfte des 12. Jahrhunderts zerstörte Turmburg Walastede (heute „Schlössel“ genannt) errichtet wurde. Für diese Annahme gibt es jedoch ebenso wenig einen direkten Beweis wie für die weitere These, dass beide Burgen eine Schutzfunktion für die nahe gelegene Abtei Klingenmünster besessen hätten. Die sichtbaren baustilistischen Merkmale Landecks verweisen auf die Zeit um 1200.
Tatsächlich erwähnt und damit sicher belegt wird Landeck allerdings erst 1237 anlässlich der Teilung der Leininger Güter zwischen den Grafen Friedrich III. und Emich IV. von Leiningen. In dieser Teilung fiel die Burg mit allen Zubehörden an Emich IV., der eine eigene Linie Leiningen-Landeck begründete. Im Folgejahr werden die Ritter Konrad von Klingen und Heinrich von Ingenheim sowie ein dominus cinko und ein Vogt Anselm als Burgmannen auf der Burg erwähnt. 1252 überträgt Emich IV. seinen Burganteil mit Erlaubnis des römisch-deutschen Königs Wilhelm von Holland an seine Ehefrau Elisabeth. Die Burg ist je zur Hälfte als Reichslehen im Besitz der Grafen von Leiningen-Landeck und der Grafen von Zweibrücken.
Spätestens in der Mitte des 13. Jahrhunderts war die Anlage ein Reichslehen, das sich im gemeinsamen Lehnsbesitz der Grafen von Zweibrücken und der Grafen von Leiningen befand. 1255 fing Emich IV. Boten aus Mainz und Worms, die ins Elsass zu einem Städtetag zogen, bei Hördt ab und verschleppte sie nach Landeck. Nach dem schnellen Aussterben der Seitenlinie Leiningen-Landeck im Jahr 1289/90 verlieh König Rudolf von Habsburg die rückgefallene Hälfte der Reichsburg 1290 an seinen Neffen, den elsässischen Landvogt Otto III. von Ochsenstein, während die andere Hälfte im Besitz der Grafen von Zweibrücken-Bitsch blieb.
Erst seit Beginn des 14. Jahrhunderts lassen sich mehr oder weniger berechtigte, auf lange Sicht aber erfolgreiche Versuche der Abtei Klingenmünster nachweisen, Landeck und umliegende Güter als ihr Eigentum auszugeben, was vor allem Auswirkungen auf den ochsensteinischen Anteil hatte. Wichtig sollten auch die seit der Jahrhundertmitte erkennbaren Ambitionen der Pfalzgrafen bei Rhein werden, die Burg in ihre Hand zu bringen, was 1358/66 mit dem Erwerb des Öffnungsrechts ihren Ausgang nahm. In ähnlicher Weise durch innerfamiliäre Streitigkeiten, Auseinandersetzungen der Gemeiner untereinander und nicht zuletzt durch finanzielle Schwierigkeiten bedingt, fiel 1405 ein weiterer Anteil an das Hochstift Speyer. Die erhaltenen Schriftquellen, darunter besonders wichtig die Burgfrieden, bezeugen die Versuche der nun drei Besitzerparteien – die Grafen von Zweibrücken-Bitsch, die Herren von Ochsenstein und das Hochstift Speyer –, ihre Burggemeinschaft nachhaltig zu regeln.
Obwohl Landeck Ende des 15. Jahrhunderts ausgebaut worden war, eroberten die Bauern des elsässischen Kolbenhaufen die Anlage im Pfälzischen Bauernkrieg 1525 und brannten sie aus. Die damals entstandenen Schäden wurden jedoch allem Anschein nach wieder behoben. Nach Aussterben der Herren von Ochsenstein 1485 und der Grafen von Zweibrücken-Bitsch-Lichtenberg 1570 konnten die pfälzischen Kurfürsten ihren Besitzanteil zunächst auf drei Viertel erhöhen und 1709 durch Tausch mit dem Hochstift Speyer schließlich vervollständigen. Bis zum Ende des 18. Jahrhunderts sollte Kurpfalz nunmehr Alleinbesitzer von Landeck bleiben, die inzwischen allerdings zerstört worden war. Wann diese Zerstörung durch französische Truppen geschah, ist entgegen der landläufigen Meinung, die das Jahr 1689 während des Pfälzischen Erbfolgekriegs nennt, nicht eindeutig festzustellen, dürfte jedoch eher schon 1680 geschehen sein. Mit dem gesamten linksrheinischen Gebiet wurde die Region im ersten Koalitionskrieg zunächst von französischen Revolutionstruppen besetzt und nach 1798 an Frankreich angegliedert.
Aufgrund des auf den Ergebnissen des Wiener Kongresses basierenden Vertrags von München kam die Region und damit auch Burg Landeck 1816 zum Königreich Bayern. Heute gehört die eindrucksvolle Burgruine zu den von der „Direktion Burgen, Schlösser, Altertümer Rheinland-Pfalz“ verwalteten Objekten. Besondere Verdienste um Erhalt und Förderung der Anlage hat sich der 1881 gegründete Landeckverein erworben.

## Heutige Nutzung

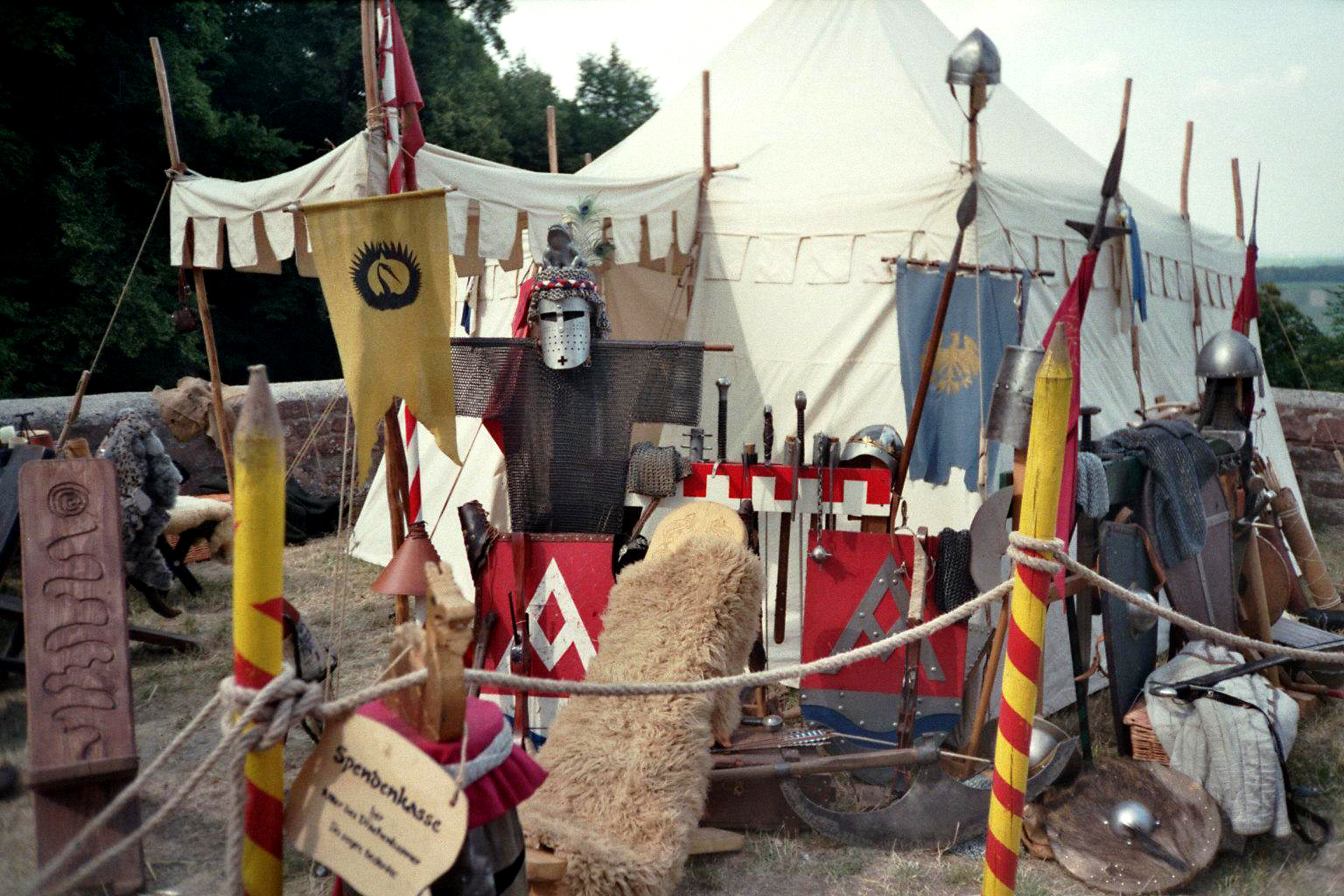
„Ritterlager“ bei einem Mittelaltermarkt/Landeckfest

Die Burgruine Landeck stellt heute ein beliebtes Ausflugsziel dar. Der Zugang zur Burg über die restaurierte Brücke sowie der Panoramablick vom Burghof aus bieten einen schönen Ausblick auf die Umgebung.
Auf dem Gelände der Burgruine wird jedes Jahr am letzten Juniwochenende unter der Bezeichnung „Landeckfest“ das älteste mittelalterliche Burgfest der Pfalz abgehalten. Der mittelalterliche Weihnachtsmarkt, welcher immer am dritten Adventswochenende veranstaltet wird, hat seine eigene, unverwechselbare Atmosphäre.
Darüber hinaus kann der mit 25 Metern höchste vollständig erhaltene Bergfried der Pfalz über eine innenliegende, hölzerne Wendeltreppe bestiegen werden und bietet von seiner mit Zinnen bewehrten Spitze aus ebenfalls eine beeindruckende Aussicht. Im ersten Stock des Turms befindet sich zudem eine kleine Ausstellung mit Bodenfunden vom Burggelände.
Im Burghof befindet sich des Weiteren eine Burgschänke, welche die ganze Woche, ausgenommen Dienstags, von der durch den Landeckverein gegründeten Burg Landeck Gastro GmbH bewirtschaftet wird. Die Burg Landeck ist für Besucher zur täglichen Besichtigung, ausgenommen Dienstags, von jeweils 11:00 bis 18:30 Uhr im Winter beziehungsweise 22:00 Uhr im Sommer geöffnet.

## Anlage
Die noch vorhandenen Bauteile reichen bis in die Zeit um 1200 zurück. Deutlich sind zwei Bauepochen zu erkennen. Zu den ältesten Burgteilen gehören der kantige Bergfried  der um 1200 errichtet wurde, ist bis heute original erhalten und die Mantelmauer. Der Turm schneidet mit einer Seite in die Mauer ein, ist also etwas früher gebaut worden. Bis zum Anfang des 15. Jahrhunderts bestand Landeck nur aus der durch die innere Ringmauer gekennzeichneten Kernburg. Der weit vorgeschobene Brückenturm ist erst am Ende des 13. Jahrhunderts oder noch später errichtet worden.
Die Ringmauer wurde im Laufe der Jahrhunderte mehrfach verändert, wohl als Folge der eingefügten Gebäude, welche innen gegen die Mauer stießen und diese als Außenwand benutzten. Einem Umbau der Herren von Ochsenstein Ende des 13. oder Anfang des 14. Jahrhunderts gehören die Reste des westlichen Wohnbaus an. Das aus dem späten 14. Jahrhundert stammende Haus gegenüber, auf der Ostseite des Berings, war zumindest anfangs teilweise in Fachwerkbauweise und später auch in Stein ausgeführt worden. Dieser Ost- und dieser Westbau dürften mit großer Sicherheit dem „bäumenen (= hölzernen) Haus“ und dem „steinernen Haus“ entsprechen, die in einer Schriftquelle aus dem Jahr 1407 genannt werden. Der Gang zwischen beiden Gebäuden, der vom Burgtor bis an das südliche Ende der Kernburg reichte, wurde nach 1421 durch einen Querflügel überbaut.
Wohl in der ersten Hälfte des 15. Jahrhunderts wurde die Kernburg mit der heutigen Zwingeranlage und mit Halbtürmen umgeben und so den geänderten wehrtechnischen Erfordernissen angepasst. Weitere Baumaßnahmen ließen 1456 möglicherweise das nach Art einer Barbakane angelegte „Vorwerk“ unter Einbeziehung des Brückenturms entstehen.
Weitere Baumaßnahmen sind bis zur Zerstörung am Ende des 17. Jahrhunderts nicht mehr überliefert. Seit 1881 wurden auf Betreiben des Landeckvereins der Trümmerschutt beseitigt, mauerschädigendes Buschwerk entfernt und Ausbesserungsmaßnahmen vorgenommen. Aus der großen Menge an Fundsteinen errichtete man die Burgschänke und sicherte dabei einige kunsthistorisch bedeutsame Bauspolien. In den 1960er-Jahren fanden unter Aufsicht des Landesamtes für Denkmalpflege umfangreiche Sanierungs- und Restaurierungsmaßnahmen statt. Dabei wurde 1967 die ursprüngliche Eingangssituation – zuvor war die Burg nur vom Graben aus über eine Erdrampe an der Ostseite zugänglich – über die erneuerte Brücke auf den noch vorhandenen Pfeilern wiederhergestellt.

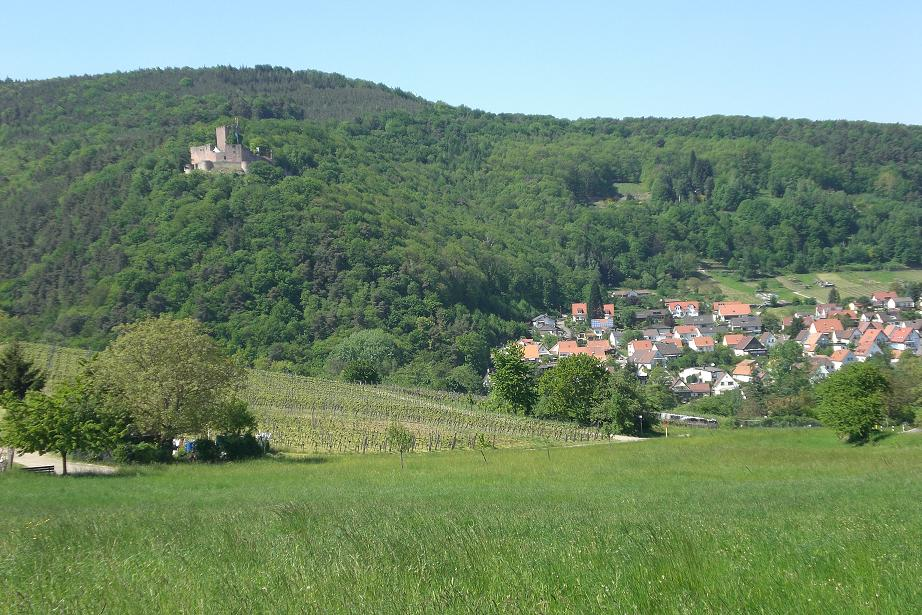
Die Lage der Burg
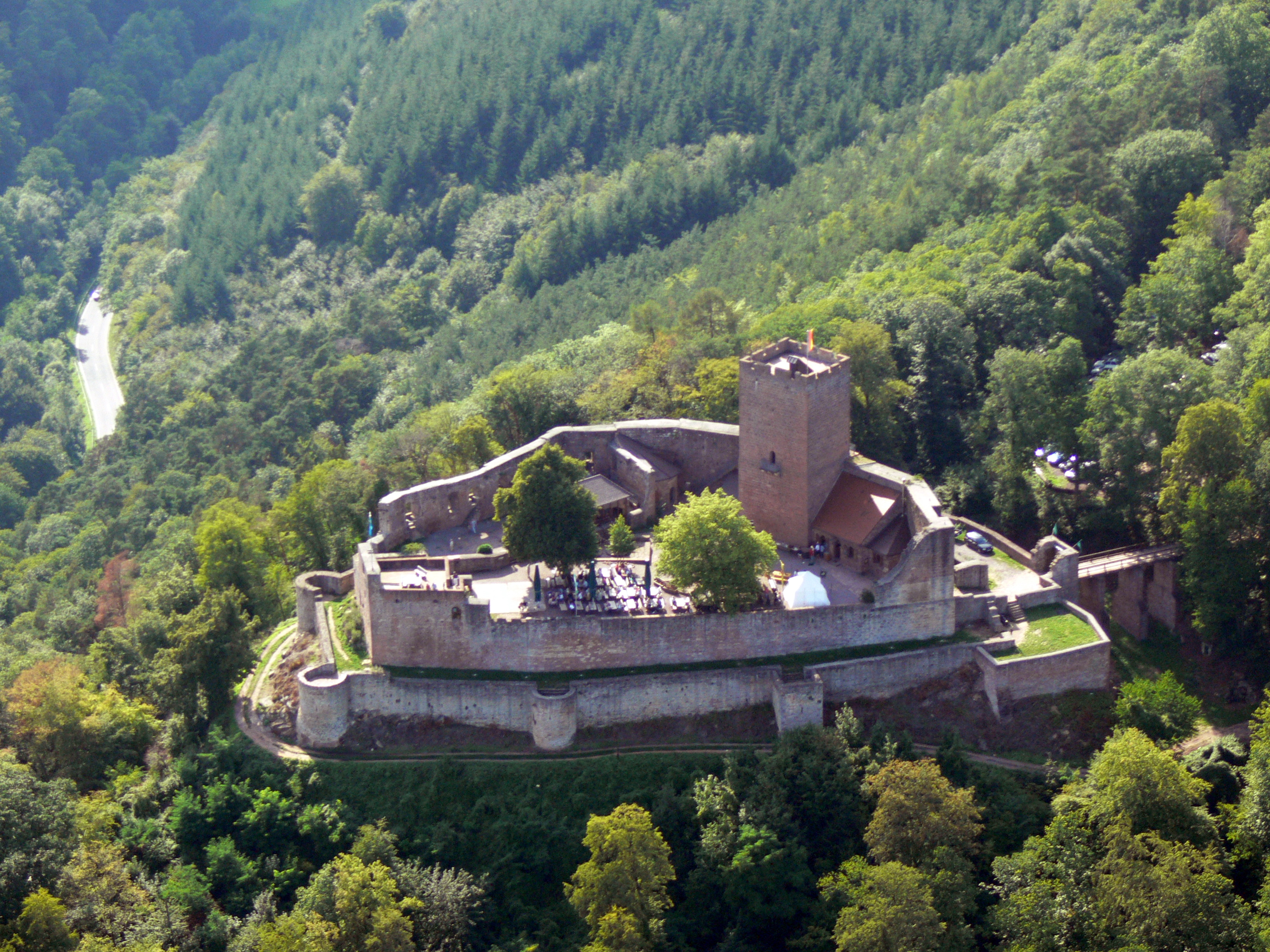
Draufsicht
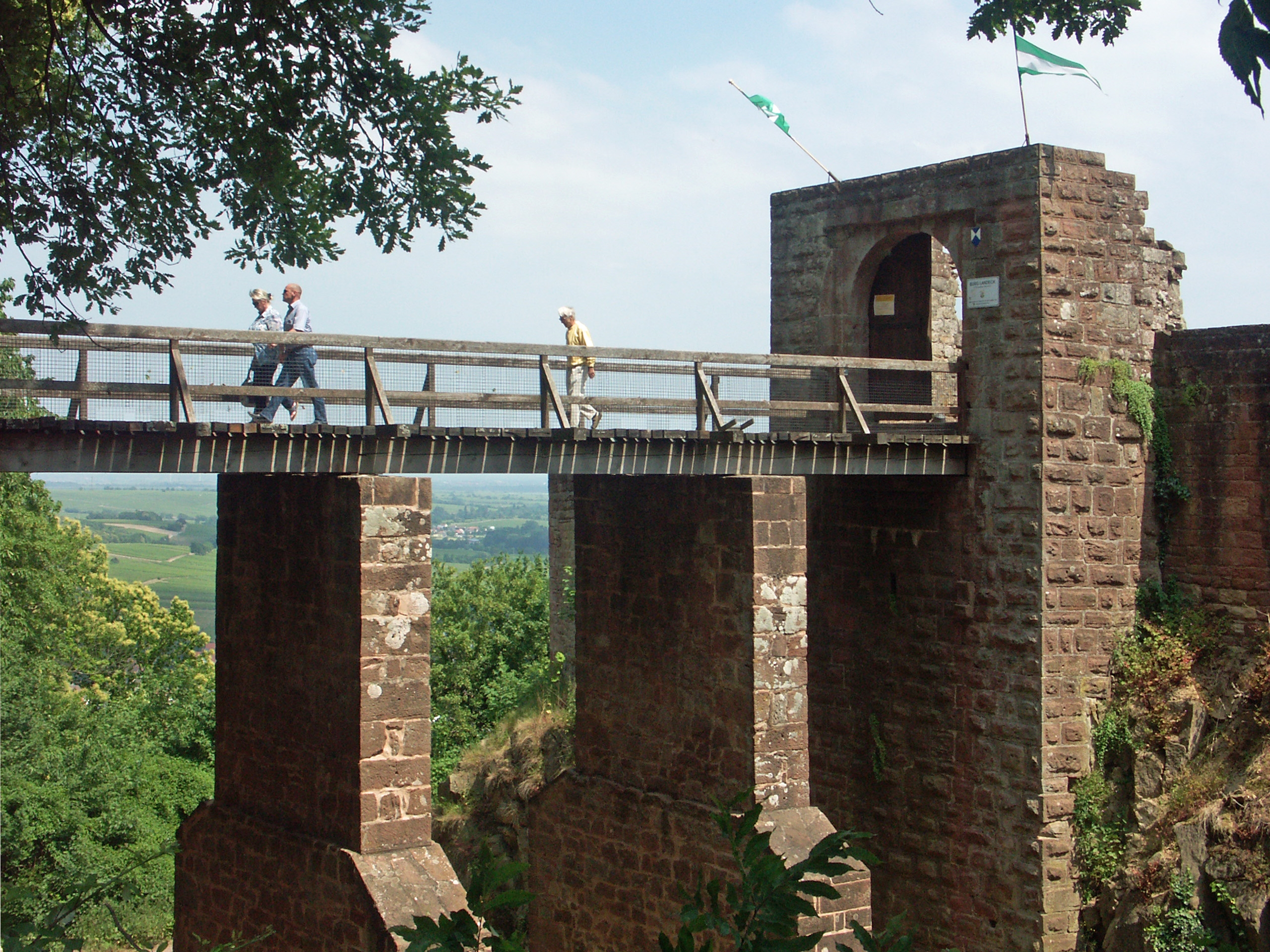
Zugang und Brückenturm
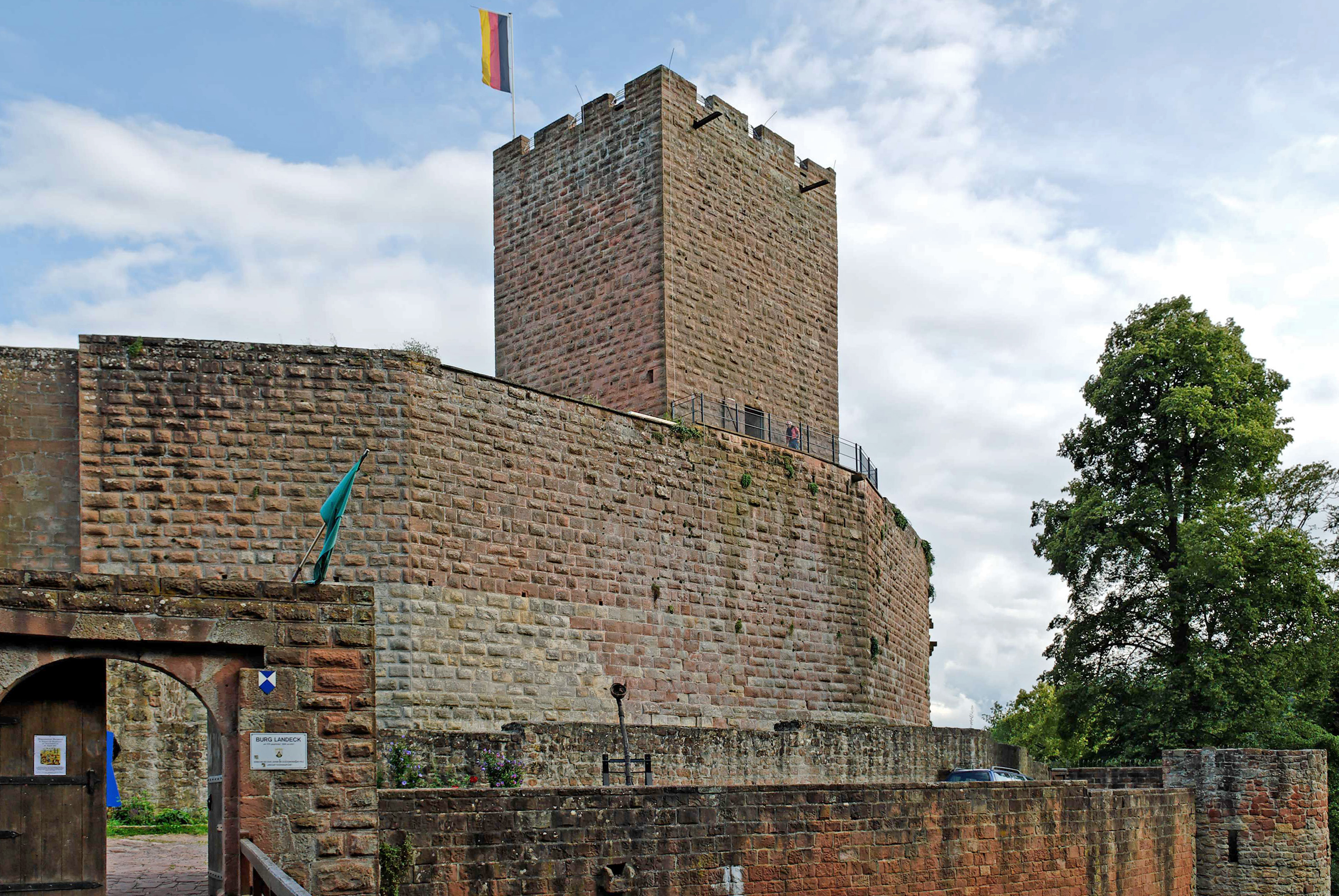
Ringmauer und Bergfried
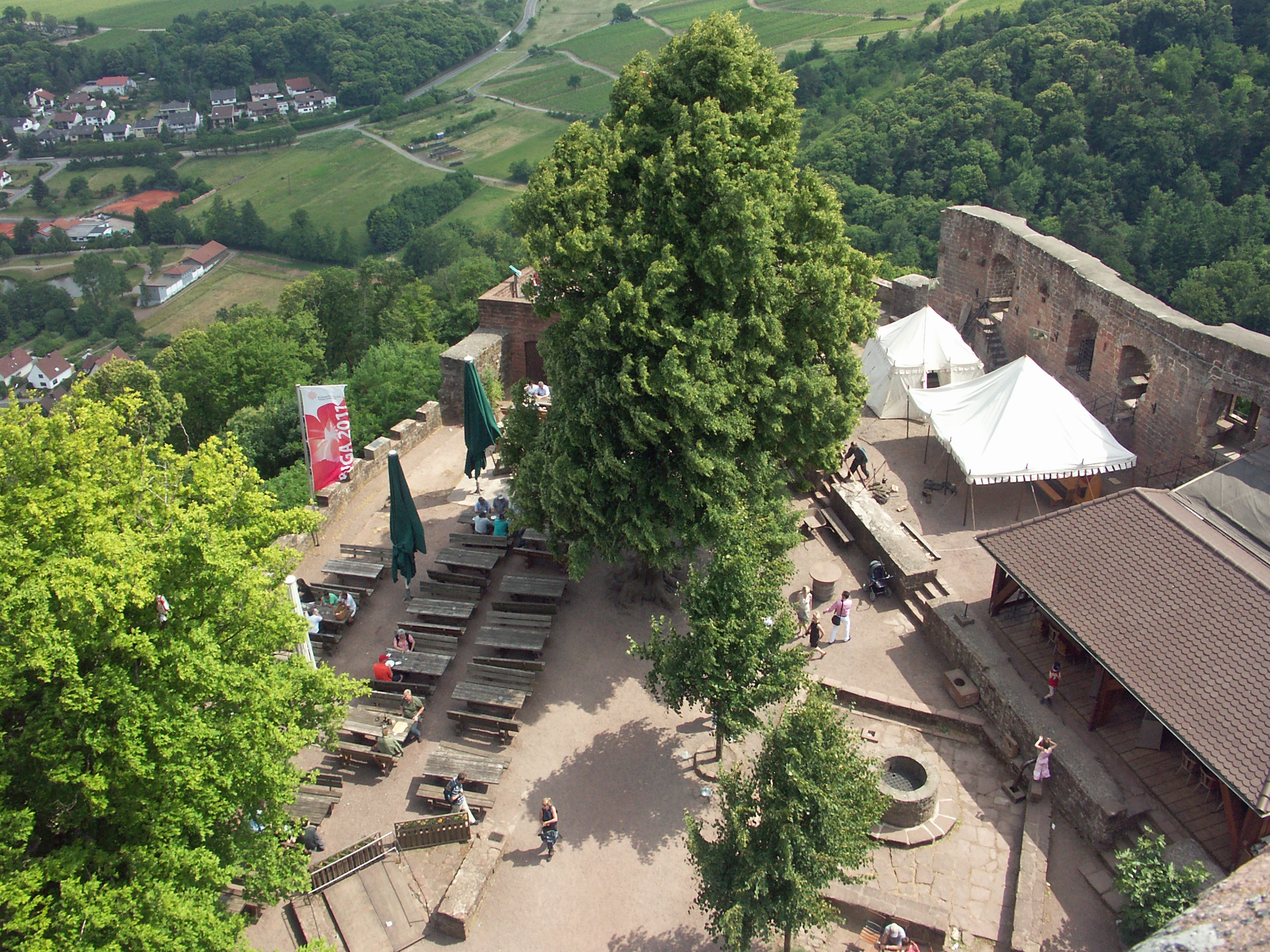
Der Burghof